# Karl Grünewald (Politiker, 1833)
Karl Friedrich Wilhelm Georg Grünewald  (* 2. November 1833 in Arolsen; † 5. Dezember 1910 in Alsfeld) war ein hessischer Fabrikant und Politiker (NLP) und Abgeordneter der 2. Kammer der Landstände des Großherzogtums Hessen.
Karl Grünewald war der Sohn des Kaufmanns und Bürgermeisters Karl Friedrich Ludwig Grünewald (1800–1850) und dessen Ehefrau Christiane Luise, geborene Schäfer (1804–1873). Grünewald, der evangelischen Glaubens war, war Gutsbesitzer in Airlenbach und heiratete am 22. Oktober 1857 in Alsfeld Christine Margarethe Helene geborene Bücking (1835–1913), die Tochter des Georg Dietrich Bücking, Kaufmann, Stadtrat, Beigeordneter, und dessen Ehefrau Marie geborene Stock.
Von 1878 bis 1890 gehörte er der Zweiten Kammer der Landstände an. Er wurde für den Wahlbezirk Stadt Alsfeld gewählt.